# 対外債務
対外債務（たいがいさいむ、英: external debt）とは、ある国の政府や民間企業、家計などが外国の政府や金融機関などに対して負担する債務をいう。対義語は対外債権。

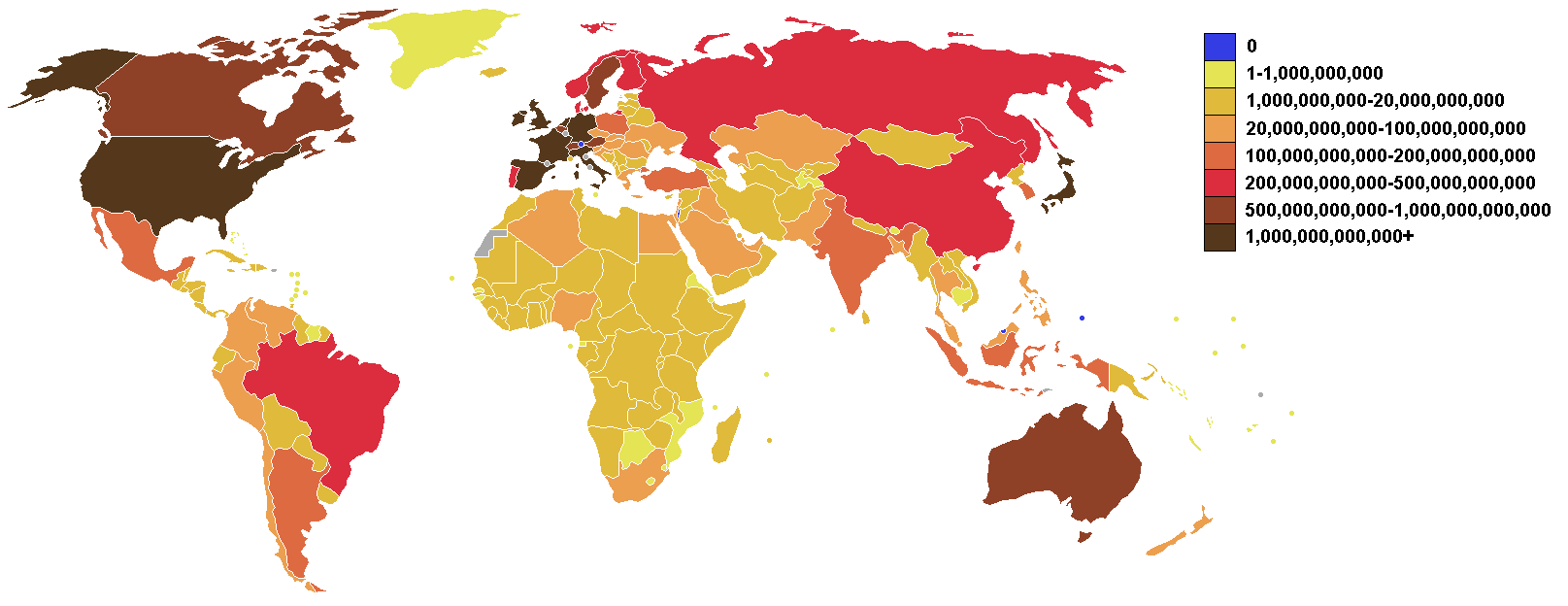
対外債務に基づく各国の地図 （CIAファクトブック 2005年）

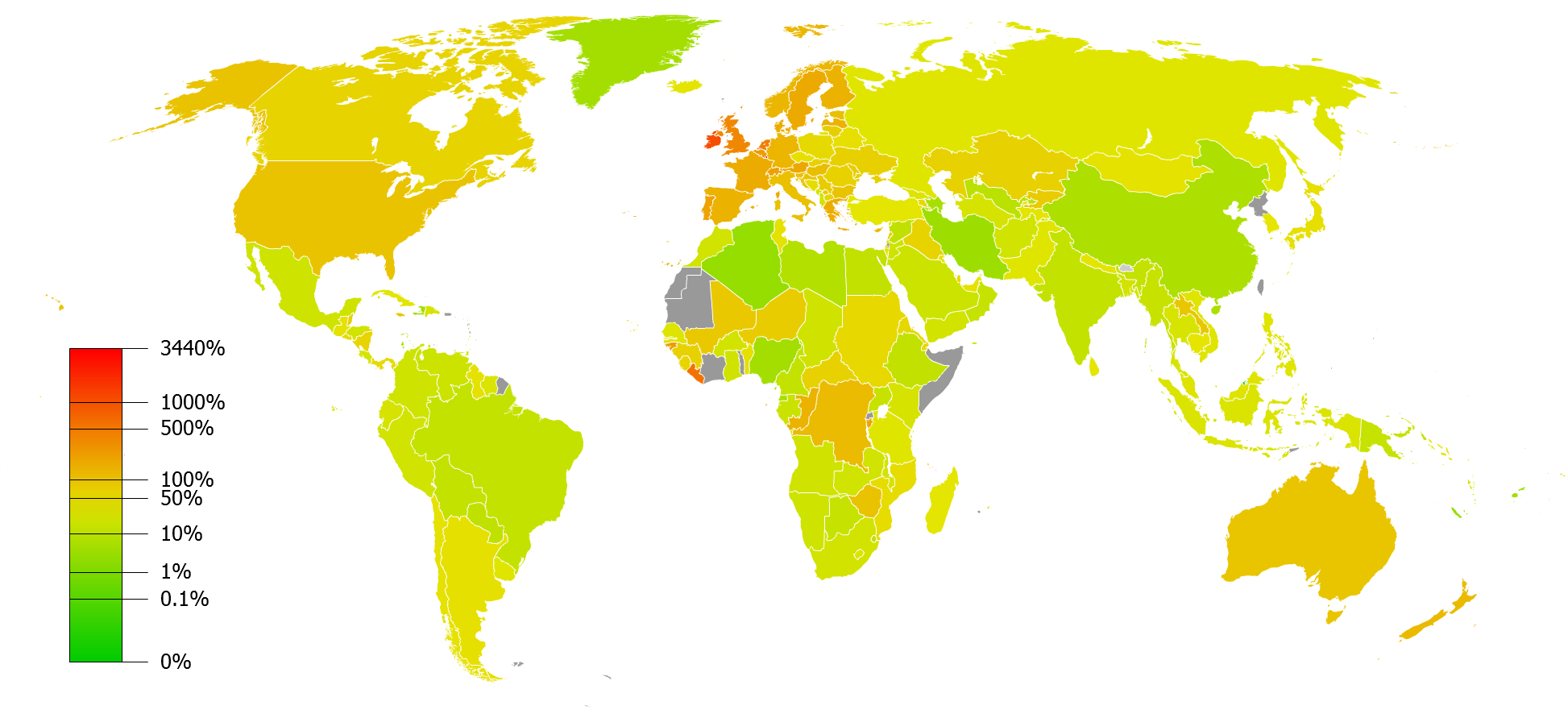
対外債務のGDPに占める割合に基づく各国の地図

## 定義
たとえばIMFでは、
"Gross external debt, at any given time, is the outstanding amount of those actual current, and not contingent, liabilities that require payment(s) of principal and/or interest by the debtor at some point(s) in the future and that are owed to nonresidents by residents of an economy."(総対外債務とは、ある時点における、現存し偶発的でない負債で、債務者による元本および/または利息の将来のある時点における支払いを求めるもので、かつ、ある経済圏の居住者が非居住者に対して負担しているものの、未払い残高をいう。)と定義している。